# Marc Elder
Marc Elder (pseudonym for Marcel Tendron,31. oktober 1884 i Nantes – 16. august 1933 i Saint-Fiacre-sur-Maine) var en fransk forfatter, der i 1913 fik Goncourtprisen for romanen Le Peuple de la mer.